# Józef Potocki
Il conte Józef Potocki (Ivano-Frankivs'k, 1673 – Zalozce, 19 maggio 1751) è stato un condottiero polacco.

## Biografia
Jòzef era figlio del conte Andrzej Potocki e di Anna Rysińska. Apparteneva a una delle più antiche e potenti famiglie della szlachta, l'alta nobiltà polacca, e discendeva in linea diretta dal conte e Grande atamano della Corona Stanisław "Rewera" Potocki.
Potocki era il più ricco magnate polacco del suo tempo: possedeva i voivodati di Kiev e di Poznań, inoltre era regimentarz generale, grande etmano della corona, castellano di Cracovia, starosta di Halicz, Leźajsk, Kokomyja, Czewonogròd e Varsavia; disponeva quindi di un ampio potere territoriale.
Egli represse nel sangue la rivolta contadina guidata da Semën Palij in Ucraina; durante la grande guerra del nord, in principio si alleò con il re Augusto II di Polonia, ma quando il candidato degli svedesi, Stanislao I, ebbe il sopravvento, il conte non esitò a passare dalla sua parte. Partecipò alla battaglia di Koniecepol, ma dopo la sconfitta degli svedesi a Poltava, Potocki fu esiliato e fuggì in Ungheria e successivamente in Turchia.
Durante la guerra di successione polacca del 1733, Potocki, tornato in Polonia, si alleò nuovamente con Stanislao I, recuperando in tal modo parte del suo antico potere e il titolo di regimentarz della confederazione di Dzikòw, guidando le armate polacche contro quelle russe e sassoni in varie battaglie.
Venne nuovamente esiliato con la successione di Augusto III di Polonia; dopo un lungo esilio tra Turchia, Svezia e Prussia fu riammesso in Polonia, dove morì nel 1751.

## Matrimoni

### Primo matrimonio
Sposò Wiktoria Leszczyńska (?-1732), figlia di Vaclav Leszczyński. Ebbero due figli:
- Zofia Potocka, sposò in prime nozze Adam Smigelski e in seconde nozze Dominik Peter Kossakovski;
- Stanisław Potocki (1698-1760).

### Secondo matrimonio
Nel 1732 sposò Ludwika Mniszech, dalla quale non ebbe figli.